# Uli Windisch
Uli Windisch, né à Crans-Montana en 1946, est un sociologue et essayiste suisse.

## Biographie
Uli Windisch est un ancien professeur en communication, médias et journalisme à l'université de Genève.

## Site LesObservateurs.ch
En 2011 il projette la création d'un blog néo-conservateur avec Pascal Décaillet et Philippe Barraud. Le blog LesObservateurs.ch est lancé en février 2012. Il appartient à la WindischMediaProd SA. L'actionnariat de ce journal numérique n'a été que partiellement dévoilé,. Son contenu éditorial a été critiqué par L'Hebdo en 2015, pour qui ce média « pilonne l’opinion publique sur les dangers migratoires et les risques de l’Islam », présente des « positions politiques particulièrement incorrectes », et fait preuve d'un « pseudo-journalisme » ouvrant « toute grande la porte à la xénophobie ». France 24 a également estimé la même année que le site s'adonnait, avec d'autres, « à des tentatives de désinformation » concernant la crise migratoire en Europe.
Début 2018, le blog aurait près de 20 000 lecteurs quotidiens.

## Œuvres

### En français
Essais
- Lutte des clans, lutte des classes : Chermignon, la politique au village, Éditions L'Âge d'Homme, 1976
- Xénophobie ? : Logique de la pensée populaire, analyse sociologique du discours des partisans et des adversaires des mouvements xénophobes, Pratique des sciences de l'homme, 1978
- Le Raisonnement et le parler quotidiens, Éditions L'Âge d'Homme, 1985
- Le Prêt-à-penser. Les formes de communication et de l'argumentation quotidiennes, Éditions L'Âge d'Homme, 1990
- Les Relations quotidiennes entre Romands et Suisses allemands, éditions Payot, Lausanne, 1992  (ISBN 978-2-6010311-1-9)
- La Suisse : clichés, délire, réalité, Éditions L'Âge d'Homme, 1998  (ISBN 978-2-8251111-3-0)
- Violences jeunes, médias et sciences sociales, Éditions L'Âge d'Homme, 1999  (ISBN 978-2-8251126-5-6)
- L'Immigration, Éditions L'Âge d'Homme, 2000  (ISBN 978-2-8251135-2-3)
- Suisse-immigrés. - Quarante ans de débats, 1960-2001, Éditions L'Âge d'Homme, 2003  (ISBN 978-2-8251173-9-2)
- Le Modèle suisse: la démocratie directe et le savoir-faire intercommunautaire au quotidien, Éditions L'Âge d'Homme, 2008  (ISBN 978-2-8251380-9-0)
- Dans les médias et la cité - Recueil d'interventions publiques et médiatiques 1980-2005, Éditions L'Âge d'Homme, 2006  (ISBN 978-2-8251363-4-8)
- Le K-O verbal. La communication conflictuelle, Éditions L'Âge d'Homme, 2008  (ISBN 978-2-8251375-2-9)
- L'Affaire UW - Un révélateur politique et médiatique, Éditions L'Âge d'Homme, 2010  (ISBN 978-2-8251406-6-6)
- Le Sociologue dans les médias et la Cité sur les sujets brûlants, Univ Européenne, 2016  (ISBN 978-3-8416166-1-6)
- La Suisse brûle. Les sujets brûlants sans langue de bois, éditions Bibracte, 2017  (ISBN 978-2-9701097-0-9)

Préface
- Préface du livre de Bernhard Altermatt, La politique du bilinguisme dans le canton de Fribourg/Freiburg (1945-2000)[10]

### En anglais
- Speech and Reasoning in Everyday Life, Cambridge University Press, 1990